# The Ghost's Warning
The Ghost's Warning è un cortometraggio muto del 1911 diretto da Ashley Miller.

## Produzione
Il film fu prodotto dalla Edison Manufacturing Company.

## Distribuzione
Distribuito dalla General Film Company, il film - un cortometraggio in una bobina - uscì nelle sale cinematografiche statunitensi il 17 novembre 1911.